# Fiskální oblast
Fiskální oblasti (čínsky v českém přepisu lu, pchin-jinem lù, znaky 路, doslova „cesta“) byly historické správní celky v některých čínských státech v 10.–14. století. Zřídila je vláda říše Sung, převzaly je i říše Liao, Ťin a Jüan.

## Historie
Záhy po vzniku říše Sung její vláda zřídila instituci fiskálních komisařů čuan-jün-š’ (轉運使), Jejich úřad se nazýval čuan-jün-s’ (轉運司). Zkrácené označení pro fiskální komisaře, resp. jejich úřady bylo cchao-s’ (漕司). Původně dozírali na místní úřady s úkolem zajistit zásobování armády pro tažení při sjednocování Číny, která probíhala v letech 963–978. Záhy se jejich pravomoc rozšířila na celkovou správu svěřené oblasti a stali se významnou částí sungské administrativy.
Obvod působnosti fiskálního komisaře nesl označení tao (道), doslova „cesta“. Roku 997 byly oblasti tao přejmenovány na lu (路) se stejným významem.
Roku 991 vláda zřídila dalšího komisaře, pro justiční záležitosti. Jeho titul zněl tchi-tien sing-jü kung-š’ (提點刑獄公事). Zkráceně sien-s’. Justiční komisař kontroloval právní a trestní politiku podřízených krajů a prefektur, s fiskálním komisařem hodnotil úředníky ve svěřené oblasti lu. Zprvu byl podřízen fiskálnímu komisaři, od roku 1007 mu byl postaven na roveň. V letech 1020–26 měl zodpovědnost i za rozvoj zemědělství. V letech 1028–33 a 1064–69 byl úřad justičního komisaře zrušen.
Za třetího císaře Čen-cunga (vládl 997–1022) začali působit i komisaři pro vojenské záležitosti. Úřad byl průběžně přejmenováván. Nazývali se ťing-lüe an-fu-š’, či šuaj-s’ (帥司), nebo též šuaj-čchen, an-fu š’ atd. V pohraničních oblastech se vojenští komisaři stávali dominantní postavou koordinující civilní i vojenské úřady, zvláště v období jižní Sung (1127–1279), kdy občas tento post zastávali i caj-siangové, to jest členové císařské rady. Naopak ve vnitrozemí byli vlivnější fiskální komisaři.
Císař Šen-cung (vládl 1067–1085) zřídil ještě funkci komisaře pro zásobování, který měl na starosti vládní sýpky. Nazýval se fa-jün-š’ (發運使), či tchi-ťü čchang-pching kung-š’ (提擧常平公事), zkráceně cchang-s’ (倉司) Dozíral na spravování státních monopolů, tedy těžbu a distribuci soli a železa. Odpovídal za provoz státních sýpek, to jest dohlížel nad zásobami zrna, jeho dopravou do metropole a velkých měst. Řídil regulaci cen potravin prostřednictvím intervenčních nákupů (v dobách přebytku) a prodejů (v obdobích neúrody) obilí. Pečoval o rozvoj zemědělství.
V čele fiskálních oblastí lu pak stáli čtyři rovnoprávní, vzájemně se hlídající, hodnostáři. Souhrnně byli komisaři oblastí lu, případně jejich kanceláře, označováni za „čtyři dozorčí úřady“ s’-ťien-s’ (四監司), jednotlivě za „dozorčí úřad“ ťien-s’ (監司).
Fiskálních oblastí bylo k roku 997 patnáct, do roku 1101 se jejich počet zvýšil na sedmnáct, roku 1125 jich bylo už dvacet pět. Po ztrátě severní Číny se jejich počet snížil, v jihosungském období jich bylo kolem šestnácti.
V říši Liao byla lu oblast kmenové armády pu-cu čun. Dělení státu na oblasti lu převzala i říše Ťin. V ní existovalo devatenáct oblastí v čele kterých stáli komisaři fiskální, justiční atd. V říši Jüan existovalo 185 oblastí lu, kterým podléhalo 360 prefektur a krajů. Oblasti samy byly podřízeny provinčním pobočkám ústředního sekretariátu. Oblastní úřad se nazýval lu-cung-kuan-fu, v jeho čele stál vrchní dohlížitel ta-lu-chua-čch’ a velitel cung-kuan. Oblasti lu byly rozděleny na malé a velké podle počtu obyvatel.